# Liste des voies de Roubaix
Ceci est une liste non-exhaustive des voies publiques de Roubaix,.
- Haut – A
- B
- C
- D
- E
- F
- G
- H
- I
- J
- K
- L
- M
- N
- O
- P
- Q
- R
- S
- T
- U
- V
- W
- X
- Y
- Z
- 0-9

## A
- avenue Alfred-Motte.

## C
- rue de Cartigny ;
- rue du Collège ;
- rue Cuvelle.

## D
- rue Daubenton ;
- avenue Delory, voir avenue Gustave-Delory.

## F
- place de la Fosse-aux-Chênes ;
- boulevard de Fourmies.

## G
- Grand-Place ;
- rue du Grand Chemin ;
- Grande Rue ;
- avenue Gustave-Delory, anciennement avenue des Villas ;

## J
- avenue Jean-Lebas ;
- rue de la Justice.

## L
- rue de Lannoy ;
- place de la Liberté.

## M
- avenue Motte, voir avenue Alfred-Motte.

## S
- rue Saint-Antoine.

## T
- rue de Tourcoing ;
- place du Travail.